# Curvatura geodésica
Em geometria Riemanniana, a curvatura geodésica {\displaystyle k_{g}} de uma curva {\displaystyle \gamma } mede quão longe a curva é de ser uma geodésica. Em uma dada variedade {\displaystyle {\bar {M}}}, a curvatura geodésica é apenas a curvatura habitual de {\displaystyle \gamma }, mas quando {\displaystyle \gamma } é restrita a situar-se sobre uma subvariedade {\displaystyle M} de {\displaystyle {\bar {M}}} (e.g. para curvas sobre superfícies), a curvatura geodésica refere-se a curvatura de {\displaystyle \gamma } em {\displaystyle M} e em geral é diferente a partir da curvatura {\displaystyle \gamma } na variedade ambiente {\displaystyle {\bar {M}}}.